# Proasphondylia brasiliensis
Proasphondylia brasiliensis är en tvåvingeart som beskrevs av Ephraim Porter Felt 1915. Proasphondylia brasiliensis ingår i släktet Proasphondylia och familjen gallmyggor. Inga underarter finns listade i Catalogue of Life.